# Alphonse Decuyper
Alphonse Decuyper (* 1877; † im 20. Jahrhundert) war ein französischer Wasserballspieler.

## Karriere
Decuyper nahm an den Olympischen Spielen 1900 in Paris teil. Hier erreichte er mit der Mannschaft von Libellule de Paris den dritten Rang und gewann somit nach heutigem Medaillenvergabesystem Bronze.